# Interstate 393
Pour les articles homonymes, voir Route 393.
L'Interstate 393 (I-393) est une autoroute auxiliaire de 4,6 miles (7,4 km) allant de l'I-93 à Concord jusqu'à Pembroke dans le New Hampshire. L'autoroute sert d'abord à contourner la NH 9, une route commerciale de l'est de Concord. L'I-393 forme un multiplex avec la US 4 et la US 202 sur toute sa longueur.

## Description du tracé
L'I-393 débute à un échangeur avec l'I-93. À cet endroit, la US 4 quitte son multiplex avec l'I-93 afin de rejoindre l'I-393 et la US 202. L'autoroute débute en fait un peu à l'ouest de l'échangeur avec l'I-93 au terminus nord de la Main Street. À partir de là, la route croise Commercial Street juste avant l'échangeur avec l'I-93. L'I-393 croise ensuite quelques routes locales jusqu'à ce qu'elle traverse la rivière Soucook. Au-delà de la rivière, l'I-393 se termine et la US 4 et la US 202 continuent vers l'est après avoir rejoint la NH 9.

## Liste des sorties
| Interstate 393          |              |      |      |                                                              | |                                                                     |
| Comté                   | Municipalité | mi   | km   | Sortie                                                       | Intersections / Destinations | Notes                                                               |
| Merrimack               | Concord      | 0,00 | 0,00 | —                                                            | US 202 ouest vers US 3 (North Main Street) – Centre-ville de Concord I-93 sud vers I‑89 – Manchester, Lebanon I-93 nord / US 4 ouest – Plymouth | Terminus ouest du multiplex avec US 4 / US 202; sortie 15 de l'I-93 |
| Merrimack               | Concord      | 0,26 | 0,41 | 1                                                            | Fort Eddy Road – NHTI Community College |                                                                     |
| Merrimack               | Concord      | 0,55 | 0,89 | Pont Mémorial Veterans au-dessus du fleuve rivière Merrimack | Pont Mémorial Veterans au-dessus du fleuve rivière Merrimack                                                                                    | Pont Mémorial Veterans au-dessus du fleuve rivière Merrimack        |
| Merrimack               | Concord      | 1,32 | 2,12 | 2                                                            | NH 132 (en) (East Side Drive) |                                                                     |
| Merrimack               | Concord      | 3,14 | 5,06 | 3                                                            | NH 106 (en) – Laconia, Pembroke |                                                                     |
| Merrimack               | Pembroke     | 4,59 | 7,39 | —                                                            | US 4 est / US 202 est / NH 9 (en) est | Terminus est du multiplex avec US 4 / US 202                        |
| - Terminus de multiplex |              |      |      |                                                              | |                                                                     |